# Transistor en couches minces
Pour les articles homonymes, voir TFT.

Représentations symboliques du TCM (TFT) à canal N et à canal P

Le transistor en couches minces (TCM, anglais TFT, Thin-film transistor) est un type de transistor à effet de champ formé par le dépôt successif de plusieurs couches minces (quelques centaines de nanomètres). Celles-ci sont principalement des diélectriques, un semiconducteur (souvent du silicium) et des couches métalliques pour constituer les contacts. Le TCM se distingue ainsi du transistor MOSFET par la nature de son canal de conduction et par sa technique de fabrication qui permet de l'intégrer sur différents types de supports.
Dans le domaine industriel les TCMs sont actuellement très utilisés pour fabriquer l'électronique d'affichage (circuits pixels ou de commande) des écrans plats à matrice active à base de cristaux liquides (AMLCD) ou de diodes organiques électroluminescentes (AMOLED). Sur ces écrans chaque pixel intègre un circuit composé d'un ou plusieurs TCMs. Le TCM a une fonction d'interrupteur (AMLCD) ou de source de courant (AMOLED). Pour réaliser ces circuits il existe deux techniques de fabrication des TCMs : l'une qui utilise du silicium amorphe hydrogéné (TCM a-Si:H) et l'autre du silicium polycristallin (TCM poly-Si). Une nouvelle technologie, dite IGZO (« Indium gallium zinc oxide » en anglais) est développée par des acteurs tels que Sharp ; elle offre l'avantage d'offrir un TCM transparent, doté d'une mobilité des porteurs de charge quarante fois supérieure à celle du silicium amorphe.

## Bref historique
C'est dans les années 1960 que débute véritablement l'histoire du TCM avec la configuration qu'on lui connaît aujourd'hui. P. K. Weimer des laboratoires RCA présente dès 1962 un TCM réalisé sur verre à partir d'une couche polycristalline de sulfure de cadmium (CdS). Les performances de ces TCMs sont encourageantes. Cependant dans ces années les TCMs sont en forte concurrence avec les MOSFET en silicium monocristallin pour la réalisation de circuits intégrés. La première matrice active ACL, composée de TCMs en CdSe est néanmoins proposée par T. P. Brody en 1973. Mais il faut attendre le début des années 1980 pour voir apparaître les premiers TCMs réalisés en silicium amorphe hydrogéné (TCM a-Si:H) et la fin de la décennie pour le début de la production en masse d'afficheurs ACL fabriqués à partir de ce matériau. Les progrès réalisés dans les années 1990 sur les procédés de fabrication ont été considérables notamment dans les techniques de dopage des couches minces, les méthodes de dépôt des couches ou l'optimisation de l'architecture des TCMs et ont permis de réduire de façon significative le prix de ces écrans. Sur la période d'octobre 2000 à octobre 2002 par exemple le prix d'un écran ACL de 18" a été divisé par 2,5. La technologie ACL a rapidement monopolisé le domaine des écrans de faibles dimensions puis le marché des écrans d'ordinateurs portables. Les progrès technologiques ont permis de développer progressivement la dimension des écrans et d'atteindre le marché de la télévision grand public.

## Principe de fonctionnement
La structure d'un TCM réalisé sur un substrat en verre est proche de celle d'un MOSFET sur isolant, la conduction s'effectuant dans la couche mince dite active entre la source et le drain dont la conductivité est modulée par la grille.

Une technologie d'affichage réfléchissant : 
Utilisée pour des applications à très faible consommation d’énergie telles que les Étiquettes Électroniques de Gondole (EEG), les montres à affichage numérique, les compteurs... la technologie pixel à double transistor (DTP Dual Transistor Pixel) fait référence à une conception pixel TFT novatrice utilisant des procédés innovants de recyclage de l'énergie.
La technologie pixel à double transistor (DTP) : 
DTP consiste à ajouter une seconde grille de transistor dans la cellule TFT individuelle afin de maintenir l'affichage d'un pixel durant 1 seconde sans perte d'image ou sans endommager dans le temps les transistors TFT.
En ralentissant la fréquence de rafraîchissement standard de 60 Hz à 1 Hz, la technologie DTP augmente le rendement énergétique de plusieurs ordres de grandeur.
Brevet original international déposé en 2004 : 
La technologie DTP a vu le jour dans un laboratoire de Californie et était à l'origine financée par les principaux investisseurs en capital-risque américains US VCs (US VP / Thomas Wiesel). Charles Neugerbauer (PhDs) en est l’inventeur.

## Conception et procédés de réalisations

### Principales architectures
Il existe essentiellement deux architectures du TCM l'une dite à grille basse ("Bottom-gate") et l'autre à grille-haute ("Top-gate"), c'est le cas des TCMs en polysilicium.

### TCM en silicium amorphe hydrogéné
Le procédé de fabrication des TCMs en silicium amorphe hydrogéné (TCM a-Si:H) se caractérise globalement par l'alternance d'étapes de dépôts de couches minces et d'étapes de photolithographie.

### Intérêts des TCMs
Les principaux avantages des TCMs :
- Fabrication à basse température. Ces transistors peuvent être fabriqués à basses températures (< 600 °C). Ils sont donc compatibles avec des substrats comme le verre qui est très employé pour réaliser des écrans plats. Des techniques expérimentales évaluent aussi la possibilité de former des TCMs sur des supports souples.
- Les couches minces sont déposées. Le fait de pouvoir déposer le silicium, élément fondamental du transistor, ouvre la possibilité de fabriquer des TCMs sur de grandes surfaces, une capacité de production à haut débit et à un coût compatible avec la fabrication d'applications grand public. Certains écrans ACL commercialisés atteignent aisément 107 cm de diagonale[7]
- Les performances électriques sont satisfaisantes. Les caractéristiques de ces transistors permettent de contrôler efficacement les circuits pixels et pour certains TCMs (TCM poly-Si) de constituer l'électronique de commande[8].

## Domaines d'application
Le principal domaine d'intégration du TCM est actuellement celui de l'affichage et notamment l'application des écrans plats. Les deux plus importants secteurs qui utilisent ces transistors sont :
- Les écrans plats associés aux technologies ACL, DÉL (ACL à rectroéclairage DÉL) ou à encre électronique.
- L'imagerie médicale est probablement le deuxième plus important secteur d'activité[4]. En effet les afficheurs de type AMFPI (Active-matrix Flat Panel Imagers) intègrent des convertisseurs à rayons X utilisant des TCMs[9],[10].

Une activité importante est aussi menée dans le domaine de la recherche et couvre des applications diverses. Une recherche intensive est notamment menée sur la mise au point d'une électronique flexible, c'est-à-dire l'intégration de composants sur des supports souples (plastique, feuille métallique...). La recherche s'intéresse aussi aux TCMs employés comme capteurs. Cela peut être un capteur chimique pour la détection d'éléments dans des environnements liquides ou gazeux ou bien des capteurs d'empreintes digitales.